# Friedrich VI. (Zollern)
Friedrich VI. von Zollern († 4. Mai 1298), genannt „der Ritter“ oder „der Ältere“, war ein Graf von Zollern.

## Leben

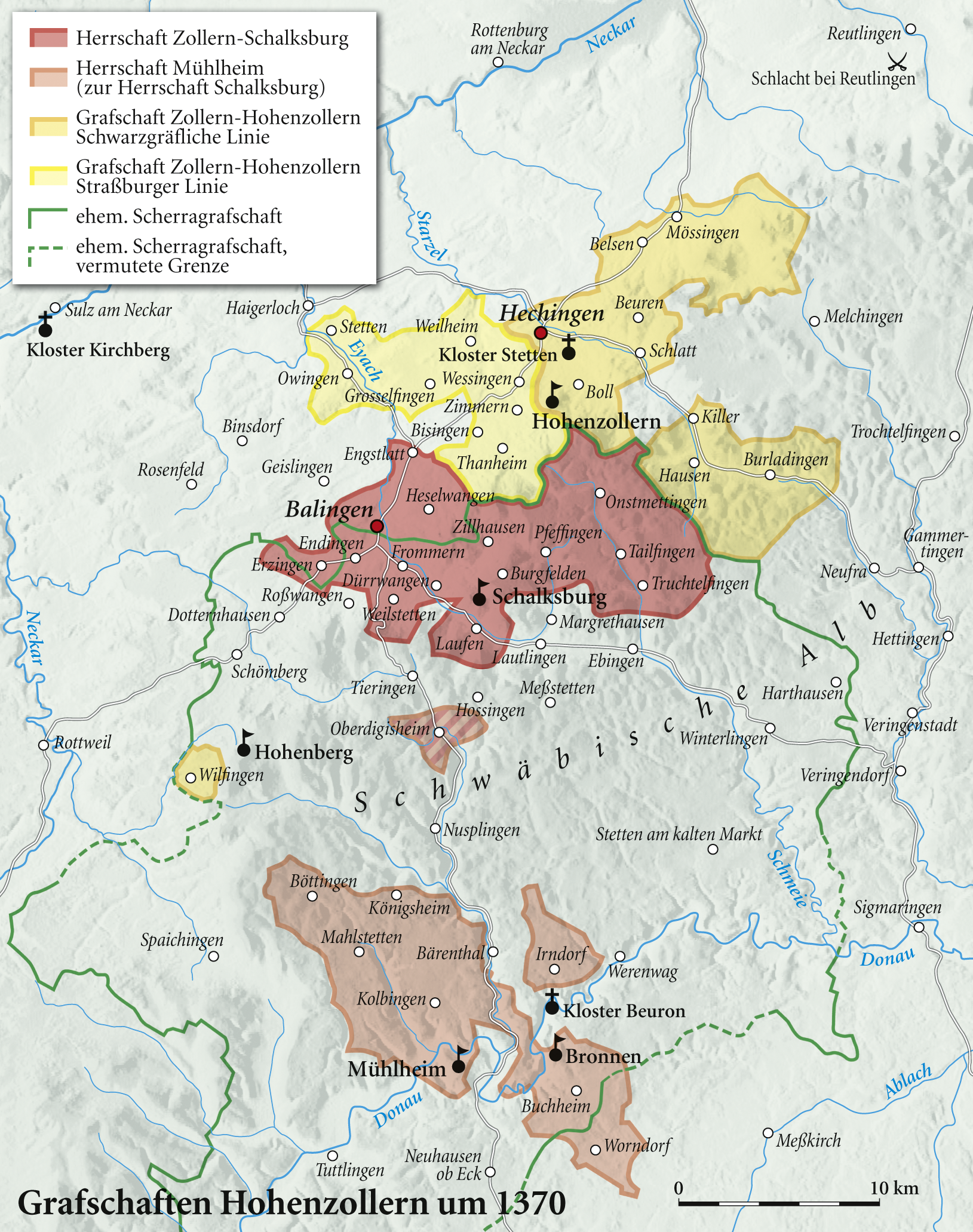
Grafschaften Hohenzollern um 1370

Friedrich war Sohn des Grafen Friedrich V. von Zollern aus dessen Ehe mit Udilhild von Dillingen.
Er folgte seinem Vater um 1288 als Graf von Zollern. Im Jahr seiner Nachfolge teilte er den Besitz mit seinem jüngeren Bruder Friedrich I. den Jüngeren. Somit trennte sich am Ende des 13. Jahrhunderts die von diesem begründete Schalksburger Linie vom Hauptstamm ab. Friedrich VI. erhielt dabei die Stammlande mit der Burg Hohenzollern und der umliegenden Gebiete, während dem Bruder Friedrich I. die Herrschaften Schalksburg und Mühlheim zufielen. Die Linie des jüngeren Bruders erlosch 1408. Im 14. Jahrhundert wurde das Land Friedrichs dann von der Straßburger Linie und der Schwarzgräflichen Linie der Familie beherrscht. Die Schwarzgräfliche Linie starb 1412 aus.
Friedrich verkaufte 1296 einige Güter an das Kloster Bebenhausen.

## Ehe und Nachkommen
Friedrich heiratete 1281 Kunigunde (1265–1310), Tochter des Markgrafen Rudolf I. von Baden, mit der er folgende Kinder hatte:
- Albrecht
- Kunigunde von Zollern († 1380/4), Äbtissin von Lichtenthal[1]
- Friedrich VII. († 1309), Graf von Zollern

⚭ 1298 Gräfin Euphemia von Hohenberg († 1333)
- Friedrich VIII. Ostertag († 1333), Graf von Zollern

⚭ N. N.
- Sophia († nach 1300), Nonne in Stetten
- Friedrich († 1361)